# Rödingstjärnen (Jokkmokks socken, Lappland, 736563-167439)
Rödingstjärnen är en sjö i Jokkmokks kommun i Lappland och ingår i Luleälvens huvudavrinningsområde. Sjön har en area på 0,0902 kvadratkilometer och ligger 449,2 meter över havet.

## Delavrinningsområde
Rödingstjärnen ingår i det delavrinningsområde (736587-167630) som SMHI kallar för Mynnar i Majtumsjön. Medelhöjden är 424 meter över havet och ytan är 22,84 kvadratkilometer. Räknas de 3 avrinningsområdena uppströms in blir den ackumulerade arean 88,62 kvadratkilometer. Kvarnbäcken som avvattnar avrinningsområdet har biflödesordning 4, vilket innebär att vattnet flödar genom totalt 4 vattendrag innan det når havet efter 246 kilometer. Avrinningsområdet består mestadels av skog (80 procent) och sankmarker (15 procent). Avrinningsområdet har 0,64 kvadratkilometer vattenytor vilket ger det en sjöprocent på 2,8 procent.